# Dusk Maiden of Amnesia
Pour les articles homonymes, voir Amnesia.
Dusk Maiden of Amnesia (黄昏乙女×アムネジア, Tasogare otome × amunejia, litt. La Jeune Fille du crépuscule x Amnésie) est un manga écrit et illustré par le duo Maybe. Il a été prépublié entre le 22 avril 2009 et le 22 juin 2013 dans le magazine Monthly Gangan Joker de l'éditeur Square Enix et a été compilé en un total de dix volumes. La version française est éditée par Kana entre juillet 2014 et décembre 2015.
Une adaptation animée de treize épisodes produite par le studio Silver Link a été diffusée d'avril à juin 2012.

## Synopsis
L'école privée Seikyô est connue pour ses nombreuses histoires d'épouvante, mais une légende reste particulièrement ancrée dans l'histoire de l'établissement : en raison d'une malédiction, une étudiante aurait été enfermée dans le campus et son fantôme le hanterait encore aujourd'hui. Alors qu'il vient tout juste d'intégrer l'école, Teiichi Niiya tombe nez à nez avec le spectre, se nommant Yûko Kanoe, une ravissante jeune fille qui a oublié son passé. Piqué par la curiosité et se retrouvant hanté par Yûko, Teiichi intègre le club d'investigation des activités paranormales dont elle est la présidente et décide d'enquêter afin de mettre en lumière le mystère qui entoure sa mort.

## Personnages
Teiichi Niiya (新谷 貞一, Niiya Teiichi)
Il est le héros de la série. Il a rejoint le club des enquêtes paranormales créé par Yûko dans le but d'obtenir des informations sur la mort de cette dernière. À force de parler avec elle, il finit par en tomber amoureux.
Yûko Kanoe (庚 夕子, Kanoe Yūko)
Elle est à l'origine des histoires de fantômes à l'école. Elle est le fantôme de l'académie privée de Seikyô mais elle est aussi le président du club des enquêtes paranormales. Yûko a un caractère joyeux et aime faire des blagues aux gens, mais celle-ci devient très jalouse et en colère quand une jeune fille tente de se rapprocher de Teiichi. Elle est très charmeuse envers Teiichi et elle n'hésite pas à se moquer de lui en lui disant que ça ne la dérangerait pas que Teiichi voie son corps nu à l'exception de son squelette. Les différentes histoires de fantômes de l'école sont liés à elle. Yûko a aussi une part d'ombre, qui hante également le campus. Sous sa forme hideuse, celle-ci cache aussi la souffrance des pires souvenirs de Yûko (ceux dont elle ne veut pas se souvenir). C'est elle qui a emmené Teiichi à découvrir l’existence de Yûko. Comme son double, elle en tombe amoureuse.
Momoe Okonogi (小此木 ももえ, Okonogi Momoe)
Elle est aussi un membre du club des enquêtes paranormales avec Teiichi. Elle a une dette envers ce dernier pour l'avoir sauvée du cache cache démon (qui a été fabriquée de toutes pièces par les élèves du lycée) et depuis ce jour elle regroupe de nombreuses histoires de fantômes pour voir Teiichi les résoudre, qu'elle aime et admire. Elle est la seule membre du club qui ne peut pas voir Yûko bien qu'elle connaisse son existence.
Kirie Kanoe (庚 霧江, Kanoe Kirie)
Kirie est une membre du club des enquêtes paranormales mais elle est aussi la petite-nièce de Yûko. Elle est le seul personnage à part Teiichi qui puisse voir son fantôme.
Kirie a peur des fantômes. Au départ elle pensait que Yûko était un esprit mauvais et essaya à tout prix d'éloigner Teiichi d'elle. Puis, elle apprit la vérité sur sa grand-tante Yûko, qui finalement n'est pas celle qu'elle pensait.
Kirie ressemble à Yûko. Toutefois Kirie a les cheveux courts comme sa grand-mère qui est la sœur cadette de Yûko. Elle ressent des sentiments pour Teiichi.

## Manga

Logo original du manga.

La série a débuté dans le magazine mensuel Monthly Gangan Joker le 22 avril 2009 et le dernier chapitre est publié le 22 juin 2013. La version française est éditée par Kana entre juillet 2014 et décembre 2015.
Un guide book officiel nommé 8.5 ainsi qu'une anthologie sont sortis le 22 novembre 2012,.

### Liste des volumes
| no | Japonais         | Japonais          | Français          | Français          |
| no | Date de sortie   | ISBN              | Date de sortie    | ISBN              |
| --- | ---------------- | ----------------- | ----------------- | ----------------- |
| 1 | 22 août 2009     | 978-4-7575-2655-6 | 4 juillet 2014    | 978-2-5050-6060-4 |
| Liste des chapitres : - Cœur pur et ciel du soir - Fantôme 0 : Cache-cache démon - Fantôme 1 : Yûko - Fantôme 2 : Quicksilver après les cours |                  |                   |                   |                   |
| 2 | 22 janvier 2010  | 978-4-7575-2779-9 | 4 juillet 2014    | 978-2-5050-6061-1 |
| Liste des chapitres : - Fantôme 3 : L'appel de la fenêtre - Fantôme 4 : Disparition soudaine - Fantôme 5 : Yûko au crépuscule (1) - Fantôme 6 : Yûko au crépuscule (2) - Fantôme 7 : Takamatsu et Kakizaki                                                                                   |                  |                   |                   |                   |
| 3 | 22 juillet 2010  | 978-4-7575-2939-7 | 19 septembre 2014 | 978-2-5050-6062-8 |
| Liste des chapitres : - Fantôme 8 : Le cerisier de six ans (1) - Fantôme 9 : Le cerisier de six ans (2) - Fantôme 10 : Le cerisier de six ans (3) - Fantôme 11 : le Fantôme de la salle de garde - Fantôme 12 : La pierre de la malédiction - Fantôme 13 : L'ombre de Yûko                   |                  |                   |                   |                   |
| 4 | 22 janvier 2011  | 978-4-7575-3128-4 | 7 novembre 2014   | 978-2-5050-6063-5 |
| Liste des chapitres : - Fantôme 14 : une Yûko - Fantôme 15 : Je suis là - Fantôme 16 : Deux Yûko - Fantôme 17 : Qui es-tu, toi ? - Fantôme 18 : Amnesia - Episode spécial : Les traces de l'ombre - Hors-série : Yûko des toilettes                                                          |                  |                   |                   |                   |
| 5 | 22 juillet 2011  | 978-4-7575-3293-9 | 27 février 2015   | 978-2-5050-6174-8 |
| Liste des chapitres : - Fantôme 19 : Le mannequin sans coeur - Fantôme 20 : La maison hantée - Fantôme 21 : Akahito (1) - Fantôme 22 : Akahito (2) - Fantôme 23 : Akahito (3) |                  |                   |                   |                   |
| 6 | 22 mars 2012     | 978-4-7575-3530-5 | 3 avril 2015      | 978-2-5050-6269-1 |
| Liste des chapitres : - Fantôme 24 : La voix de six heures - Fantôme 25 : Jambes nues teintées au crépuscule - Fantôme 26 : La treizième marche vers une autre dimension - Fantôme 27 : Le souhait d'un mort - Episode spécial : La jolie chasseuse de démon - L'exaspération de Kirie Kanoe |                  |                   |                   |                   |
| 7 | 21 avril 2012    | 978-4-7575-3569-5 | 19 juin 2015      | 978-2-5050-6270-7 |
| Liste des chapitres : - Fantôme 28 : La chambre aux souvenirs enfermés - Fantôme 29 : Le tableau noir - Fantôme 30 : Attachement (1) - Fantôme 31 : Attachement (2) - Fantôme 32 : La maladie du fantôme est psychologique - Hors-série : La douche au sang frais                            |                  |                   |                   |                   |
| 8 | 22 novembre 2012 | 978-4-7575-3792-7 | 28 août 2015      | 978-2-5050-6268-4 |
| 9 | 22 juin 2013     | 978-4-7575-3989-1 | 16 octobre 2015   | 978-2-5050-6271-4 |
| 10 | 22 novembre 2013 | 978-4-7575-4091-0 | 4 décembre 2015   | 978-2-5050-6272-1 |

## Anime
L'adaptation en série télévisée d'animation a été annoncée en décembre 2011 dans le magazine Monthly Gangan Joker. Celle-ci est produite par le studio Silver Link et réalisée par Shin Oonuma. Elle a été diffusée entre le 8 avril et le 24 juin 2012. Un treizième épisode est sorti en novembre 2012 lors de la sortie DVD et Blu-ray de la série.

### Liste des épisodes
| No | Titre français                      | Titre japonais | Titre japonais | Date de 1re diffusion  |
| No | Titre français                      | Kanji          | Rōmaji         | Date de 1re diffusion  |
| -- | ----------------------------------- | -------------- | -------------- | ---------------------- |
| 1  | La fille fantôme                    | 幽霊乙女       | Yūrei Otome    | 8 avril 2012           |
| 2  | La rencontre de la jeune fille      | 邂逅乙女       | Kaikō Otome    | 15 avril 2012          |
| 3  | La jeune fille au coucher de soleil | 昏黒乙女       | Konkoku Otome  | 22 avril 2012          |
| 4  | La jeune fille de l'aube            | 払暁乙女       | Futsugyō Otome | 29 avril 2012          |
| 5  | L'aspiration de la jeune fille      | 憧憬乙女       | Shōkei Otome   | 6 mai 2012             |
| 6  | La vengeance de la jeune fille      | 復讐乙女       | Fukushū Otome  | 13 mai 2012            |
| 7  | La jeune fille de l'oublis          | 忘却乙女       | Bōkyaku Otome  | 20 mai 2012            |
| 8  | Souvenir de la jeune fille          | 追憶乙女       | Tsuioku Otome  | 27 mai 2012            |
| 9  | La jeune fille détestable           | 怨念乙女       | Onnen Otome    | 3 juin 2012            |
| 10 | La jeune fille perdue               | 喪失乙女       | Sōshitsu Otome | 10 juin 2012           |
| 11 | Les larmes de la jeune fille        | 紅涙乙女       | Kōrui Otome    | 17 juin 2012           |
| 12 | La jeune fille du crépuscule        | 黄昏乙女       | Tasogare Otome | 24 juin 2012           |
| 13 | La jeune fille tueuse de demons     | 退魔乙女       | Taima Otome    | 28 novembre 2012 (DVD) |

### Génériques
Générique d’ouverture
1. CHOIR JAIL par Suzuki Konomi.

Génériques de fin
1. Calendrier par Aki Oko (épisodes 1 à 13, sauf le 12e)
2. Calendrier par Yumi Hara (version alternative pour l'épisode 11)
3. CHOIR JAIL par Suzuki Konomi (épisode 12)

### Édition japonaise
1. 1 2  (ja) « Tome 1 », sur Square Enix (consulté le 24 février 2014).
2. 1 2  (ja) « Tome 2 », sur Square Enix (consulté le 24 février 2014).
3. 1 2  (ja) « Tome 3 », sur Square Enix (consulté le 24 février 2014).
4. 1 2  (ja) « Tome 4 », sur Square Enix (consulté le 24 février 2014).
5. 1 2  (ja) « Tome 5 », sur Square Enix (consulté le 24 février 2014).
6. 1 2  (ja) « Tome 6 », sur Square Enix (consulté le 24 février 2014).
7. 1 2  (ja) « Tome 7 », sur Square Enix (consulté le 24 février 2014).
8. 1 2  (ja) « Tome 8 », sur Square Enix (consulté le 24 février 2014).
9. 1 2  (ja) « Tome 9 », sur Square Enix (consulté le 24 février 2014).
10. 1 2  (ja) « Tome 10 », sur Square Enix (consulté le 24 février 2014).

### Édition française
1. 1 2  « Tome 1 ».
2. 1 2  « Tome 2 ».
3. 1 2  « Tome 3 ».
4. 1 2  « Tome 4 ».
5. 1 2  « Tome 5 ».
6. 1 2  « Tome 6 ».
7. 1 2  « Tome 7 ».
8. 1 2  « Tome 8 ».
9. 1 2  « Tome 9 ».
10. 1 2  « Tome 10 ».